# 陽明区
陽明区（ようめい-く）は中華人民共和国黒竜江省牡丹江市に位置する市轄区。

## 歴史
1937年（康徳4年）、区域には満州国により牡丹江市に掖河区が設置され、1942年（康徳9年）には漢陽特別分区とされている。
1945年（民国34年）、陽明区が設置されるが、1948年（民国37年）5月に廃止となり、その管轄区域は七星区と鉄嶺区に移管された。1970年、東風区と愛民区の一部に前進人民公社が設置され、同年10月に陽明区と改称、1980年4月に正式に市轄区として認可された。

## 行政区画
4街道、4鎮を管轄：
- 街道：陽明街道、前進街道、新興街道、樺林橡膠廠街道
- 鎮：鉄嶺鎮、樺林鎮、磨刀石鎮、五林鎮

## 交通

### 鉄道
- 中国国家鉄路集団
  - 中国鉄路ハルビン局集団公司
    - 牡佳旅客専用線（中国語版） 樺林東駅
    - 浜綏線（牡丹江方面）- 愛河駅（中国語版） -（綏芬河方面）
    - 図佳線（牡丹江方面）- 富江鎮駅（中国語版） - 八達溝駅（中国語版） - 樺林駅（中国語版） -（ジャムス方面）

### 道路
- 高速道路
  - 綏満高速道路
  - 鶴大高速道路
- 国道
  -  G201国道
  -  G301国道

## 健康・医療・衛生
- 牡丹江市陽明区衛生防疫站

## 名所・旧跡・観光スポット
- 鉄嶺南山
- 刀把溝
- 砬子溝